# Inca Kola
 (avril 2013).
Si vous disposez d'ouvrages ou d'articles de référence ou si vous connaissez des sites web de qualité traitant du thème abordé ici, merci de compléter l'article en donnant les références utiles à sa vérifiabilité et en les liant à la section « Notes et références ».
L'Inca Kola est une boisson gazeuse péruvienne. Ce cola est vendu quasi exclusivement au Pérou où il est la boisson gazeuse nationale. Ailleurs, il n'a pas le même succès, mais on le trouve dans d'autres pays d'Amérique latine, et dans des magasins spécialisés dans le monde. Son goût sucré ressemble pour certains à celui du chewing-gum ou bien à celui des petits oursons de toutes les couleurs de la marque Haribo. D'une couleur jaune, l'Inca Kola est vendu en bouteille en verre et en plastique de tailles différentes et en canettes de la même couleur ornées d'un motif Inca.  Depuis 2005, il est aussi vendu dans les supermarchés des États-Unis en bouteilles de deux litres, en canettes et en bouteilles individuelles.

## Histoire
En 1910, près de Rimac, un des plus vieux quartiers de Lima, la famille Lindley, immigrée d'Angleterre crée une petite entreprise d'embouteillage à laquelle ils donnent leur nom. Cette entreprise devient peu à peu une réussite. En 1928, elle devient formellement liée au Pérou, où José R. Lindley devient son premier directeur général.
Grâce à ses relations amicales avec un fabricant de boissons locales, Lindley apprend la recette d'un breuvage ancestral préparé à partir d'une plante locale, la verveine odorante (Aloysia citrodora), la Hierba Luisa.  Il en apprécie le goût et expérimente des mixtures variées, d'autres ingrédients et différents niveaux de gazéification jusqu'en 1935, où la compagnie lance « Inca Kola » sous le slogan « Il n'y a qu'un Inca Kola et il ne ressemble à aucun autre » (Inca Kola sólo hay una y no se parece a ninguna), un parfum unique, une boisson sucrée faiblement gazeuse.
Au milieu des années 1940, Inca Kola est déjà le leader du marché à Lima, et, grâce aux innovations introduites en 1945, la capacité d'embouteillage croît fortement et régulièrement et positionne ce produit comme une boisson traditionnelle péruvienne, en utilisant les symboles iconographiques nationaux, dont la référence à l'Empire Inca.
À la fin des années 1950, Inca Kola bénéficie d'une énorme augmentation de la consommation nationale, qui atteint 38 % du marché en 1970, éclipsant tous les autres sodas au Pérou et s'établissant fermement comme la « boisson du Pérou » (La Bebida del Perú).

## Évolution

### Pepsi et Coca-Cola
Dès ses débuts, Inca Kola érode lentement la part du marché détenue par Pepsi et Coca-Cola par un marketing agressif et des prix bas. Se revendiquant comme l'unique boisson nationale, Inca Kola conquiert les consommateurs en raison de son goût, de son prix et de son image nationaliste. 
Coca-Cola et Pepsi mènent alors conjointement une stratégie marketing musclée afin d'évincer Inca Kola de sa place de boisson la plus populaire. Inca Kola débute lui une campagne de marketing en offrant de l'argent et une aide publicitaire aux petits et moyens restaurants.  De plus, la marque centre ses efforts publicitaires sur des campagnes persuadant les consommateurs que Inca Kola est un meilleur complément alimentaire que Coca-Cola ou Pepsi.

### La chute de Pepsi
La campagne fut un désastre pour Pepsi, pour au moins trois raisons :
1. Les personnes furieuses qu'on leur dise qu'elles avaient « faux » dans leur choix abandonnèrent Pepsi, lui préférant soit Coca-Cola soit Inca Kola ;
2. Ceux qui préféraient Coca-Cola à Pepsi soit changèrent soit restèrent avec Coca-Cola[pas clair] ;
3. Ceux dont le choix était ambivalent entre les deux, changèrent en faveur d'Inca Kola.

Un « fait » beaucoup répété à Lima, bien que son unique source fût une interview télévisée avec un employé d'un bureau de sondage local, est que plus de 80 % de ceux qui firent le test préférèrent Coca-Cola : cela est dû au fait que Coca-Cola avait depuis longtemps changé sa formule pour le Pérou (un des trois pays ayant ce privilège avec la Chine et un autre), ajoutant davantage de sucre au mélange afin de l'adapter au goût local.
Après cette campagne, les parts de marché de Pepsi chutèrent à 3 %, et restèrent aussi faibles jusqu'à ce que Pizza Hut, Kentucky Fried Chicken et d'autres filiales de Pepsi s'établissent au Pérou, vendant uniquement du Pepsi dans leurs enseignes. Anecdote révélatrice, beaucoup de péruviens ne fréquentent pas ces établissements simplement parce qu'ils ne servent pas d'Inca Kola, et surtout qu'ils n'en ont pas les moyens.

### Coca-Cola: rivalité et rachat
Conséquence de la débâcle de Pepsi, les deux rivaux se retrouvèrent seuls dans la bataille des boissons non alcoolisées au Pérou, Coca-Cola, avec 21 % des parts de marché, et Inca Kola se taillant la part du lion avec 35 %. Coca-Cola promut agressivement ses boissons dans tous les endroits, de la plus petite échoppe jusqu'au plus large événement sportif du Pérou. Essayant de se définir comme une boisson accompagnant les repas, une offensive publicitaire massive associant Coca-Cola à tous les menus possible débuta, allant aussi loin que possible pour être promu par les autres marques, par les restaurants et plaçant des « Coca-Cola Girls » dans tous les coins de Lima.
Cela atteignit des proportions ridicules quand les vendeurs de magasins minuscules se mirent à porter des combinaisons rouges et blanches exhortant leurs clients à acheter du Coca-Cola. En 1995, Coca-Cola fut près de rejoindre Inca Kola, avec respectivement 32 % et 32,9 % des parts de marché. Cette année-là, cependant, fut la dernière, car deux événements majeurs élargirent le fossé à tout jamais.
D'une part, Bembos, une chaîne nationale de restauration rapide qui surpassa finalement McDonald's et expulsa pratiquement Burger King du Pérou, remplaça dans ses menus Coca-Cola par Inca Kola, après n'avoir pu trouver un accord avec le premier. Le restaurant offrait un meilleur service et une saveur davantage en accord avec les goûts nationaux. Quand les deux compagnies se regroupèrent plus tard, Bembos vendit à la fois les deux marques.
D'autre part, à cause du succès de Bembos et des études de marché, McDonald's obligea Coca-Cola à accepter la vente d'Inca Kola dans ses restaurants (à cette époque, ce fut l'unique endroit au monde où Coca-Cola accepta un tel arrangement).  Ce fut la dernière fois qu'Inca Kola s'immisça dans les liaisons fraternelles des éternels partenaires McDonald's et Coca-Cola.
En 1997, la famille Lindley recherchait un partenaire. Coca-Cola commença alors à négocier avec elle, en vue de son rachat. Un accord fut établi en 1999, Coca-Cola acheta 50 % de la société Inca Kola et 30 % de la société Jose R. Lindley pour 300 millions de dollars, et céda tous ses droits d'embouteillage pour les produits Coca-Cola au Pérou à l'entreprise Lindley ; un accord de coentreprise fut signé pour les marchés étrangers, où Coca-Cola devait utiliser sa puissance marketing pour lancer Inca Kola. Aujourd'hui, l'Équateur et les États-Unis (New York) sont deux des pays où Inca Kola est également embouteillé par l'entreprise Coca-Cola.

### Marché secondaire
Alors que les deux géants négocient, de nombreuses petites entreprises commencent à émerger au Pérou, vendant des boissons qui concurrençaient à la fois Coca-Cola (Peru Cola, Cola Nacional, Inti Cola, Kola Real, etc.) et Inca Kola (Don Isaac Kola, Triple Kola, Concordia, etc.). Cette rivalité se fait surtout sur les prix, puisque, grâce aux nouvelles technologies, elles détiennent toutes les formules qui rendent les originaux presque indiscernables. Ils grignotent des parts de marché chez les consommateurs à revenus faibles du pays avec leurs publicités locales.
Ils attaquent Inca Kola sur le fait qu'elle n'est plus une entreprise péruvienne : appartenant à une multinationale étrangère, elle ne mérite donc pas l'argent des Péruviens. Cependant, la marque Inca Kola est si forte qu'aucune publicité n'a réussi à l'ébranler.
La compagnie aérienne locale (Taca Peru), partenaire de Coca-Cola, sert donc aussi de l'Inca Kola. Cela permet à la marque d'être connue des touristes à travers le monde.

### Parts de marché au Pérou
- Inca Kola : 31 %
- Coca-Cola : 26 %
- Kola Real : 17 %
- Pepsi : 8 %
- Sprite : 4 %
- Autres : 14 %

Actuellement, Inca Kola est donc le leader du marché, Coca-Cola est second, et le surprenant Añaños Group et son Kola Real pointent à la troisième place.

## Anecdotes
Inca Kola s'est établi dans les restaurants sino-péruviens, nommé populairement Chifas. De nombreuses personnes emploient en effet les deux mots l'un pour l'autre. La majorité des Chifas de Lima servent uniquement Inca Kola comme boisson non alcoolisée.
Inca Kola prétend détenir le record de la plus grande variété de bouteilles de soda du monde. Lors du derniers comptage, il y avait 7 tailles de bouteilles en verre, 12 tailles de bouteilles en plastique, 2 tailles de canettes et 3 tailles de distributeurs.
Quand Douglas Ivester, président de The Coca Cola Company en 1999, est venu à Lima lors du rachat, il aurait déclaré « Ça ressemble à de la pisse, ça a le goût du chewing-gum. » après sa première gorgée d'Inca Kola.
Presque un tiers des consommateurs d'Inca Kola préfère le boire chaud (à température ambiante) (sin helar) plutôt que réfrigéré.
Le Pérou est un des rares pays au monde où, bien que Coca-Cola soit massivement vendu (produit uniquement en bouteilles de verre, récupérées, les rares canettes venant du Chili avec mention de l'import au Pérou), celui-ci ne soit pas leader du marché des sodas. En Inde, Thums Up (au goût de bétel, appartenant à Coca-Cola, et commercialisé lors de l'absence de Coca-Cola en Inde durant de nombreuses années) est leader du marché, et en Écosse Irn-Bru et Coca-Cola se partagent la première place.